# Лачіна Ірина Олегівна
Ірина Олегівна Лачіна (нар. 29 серпня 1972, Бєльці Молдавської РСР) — російська акторка.

## Життєпис
Народилася 29 серпня 1972 року Бєльці, МРСР.
Дочка акторів Світлани Томи і Олега Лачіна. 
У 1993 році закінчила з відзнакою Театральний інститут імені Бориса Щукіна. стала відома в 1991 році після фільму Всеволода Шиловського «Блукаючі зірки». 
У 1998 році отримала спеціальний приз телебачення Ґдині (Польща) за головну роль у фільмі польських кінематографістів «У Христа за пазухою». У 1999 — приз Віри Холодної у номінації «І божество, і натхнення…».
Брала участь у проекті «Цирк» на Першому каналі (Росія).

### Приватне життя
Була одружена з однокурсником Олегом Будрін, від шлюбу з яким виховує дочку Машу (в одній із серій телесеріалу «Маросейка 12» Маша Будріна, будучи дев'ятирічною дівчинкою, зіграла дочку героя Дмитра Харатьяна). розлучена.

## Фільмографія
1. 1979 — Здравствуйте, я приїхав!
2. 1991 — Блукаючі зірки — Рейлз
3. 1994 — Диявольська симфонія
4. 1995 — Французький вальс
5. 1995 — Компанія
6. 1997 — Полуничка (серіал)
7. 1998 — У Христа за пазухою (пол. U Pana Boga za piecem Польща)
8. 2000 — Таємниці палацових переворотів. Фільм 1. Заповіт імператора — Ганна Петрівна
9. 2000 — Таємниці палацових переворотів. Фільм 2. Заповіт імператриці — Ганна Петрівна
10. 2001 — Таємниці палацових переворотів. Фільм 3. Я імператор — Ганна Петрівна
11. 2000 — Маросейка, 12
12. 2001 — Леді Бомж
13. 2001 — Леді Бос
14. 2003 — Леді Мер — Епізод до аварії (1 серія)
15. 2003 — Найкраще місто Землі
16. 2003 — Важкий пісок — Рахіль Рахленко
17. 2004 — Ніжне чудовисько
18. 2006 — Своя чужа сестра
19. 2007 — Жарт
20. 2007 — пол. U Pana Boga w ogródku (Польща)
21. 2008 — Слабкості сильної жінки
22. 2010 — Гідравліка
23. 2010 — Білий налив (серіал) — Саша, головна роль
24. 2010 — Ведмежий кут — головна роль
25. 2010 — Перша весна — Олена, головна роль
26. 2010 — Подарунок долі — Марина Ракітіна, головна роль
27. 2011 — Заповідні особи — Марія Краснова
28. 2011 — А щастя десь поряд — Ірина Пантелєєва
29. 2011 — Тільки ти — Еля
30. 2012 — Контакти 2011 — «Ольга»
31. 2012 — Легенда №17 (фільм) — глядачка на трибуні
32. 2012 — Собача робота — Тоня Смагіна
33. 2015 — Юрочка — Тетяна
34. 2016 — Екіпаж — пасажирка-юристка
35. 2016 — Вороніни — Анна, сестра Віри